# متحف السينما (أوديسا)

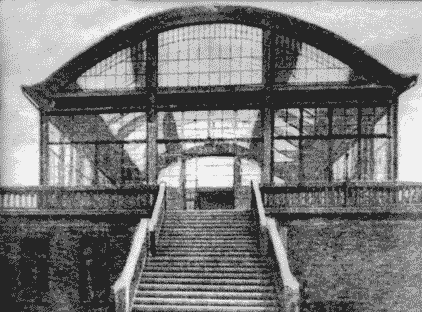
جناح متحف أوديسا للسينما

يقع متحف السينما وهو يتبع (الاتحاد الوطني للتصوير السينمائي) في استوديو أوديسا السينمائي، في قصر تاريخي في أوديسا. قبل الثورة، كان القصر مملوكاً لعائلة ديميدوفوي - سان دوناتو. تبلغ مساحته 28 مترًا مربعًا.
يضم المتحف أكثر من 10000 عملاً معروضاً، ما يجعله بمثابة شهادة على التاريخ والنشاط السينمائي في أوديسا. من محتوياته مواد تاريخية بدءاً من اختراع السينما إلى ما بعد الحداثة والرقمية والطليعية.

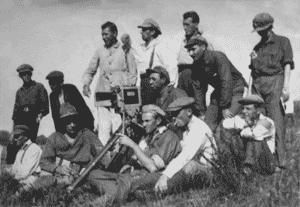
مخرجون سينمائيون سوفييت

من محفوظات المتحف أول أفلام أنتجت في استوديوهات أوديسا السينمائية لـ "ميروغراف" و "ميزراخ" و بوريسوفا وخاريتونوفا وغيرهم. أنتج استوديو أوديسا للأفلام أفلامًا طويلة حتى عام 1941، عندما دخل الاتحاد السوفيتي الحرب العالمية الثانية.
يقدم المتحف استشارات فردية للطلاب. في السنوات الأخيرة، كتب الطلاب أبحاثاً عن تاريخ السينما وتطور الثقافة في مدينة أوديسا.

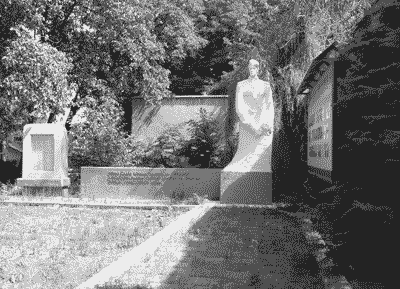
النصب التذكاري لعمال استوديو أوديسا للأفلام

كما أنجز الطلاب أبحاثاً ونشروا كتالوجاً مصوراً مشروحاً لأفلام أوديسا (من 1917 إلى 2004). ثمة كتاب مرجعي قيد الإعداد حول جميع المنتجين والأعمال والأعمال في الاستوديو. نُشرت دراسات المتحف على يد كلٍ من كيرا موراتوفا وفلاديمير فيسوكي وفاسيلي ريشيتنيكوف وليجودميلا بوبوفا.
كان رئيس متحف السينما كوسترومينكو فاديم (مديرا من 1996 حتى 2017)، أستاذا للثقافة.

## روابط خارجية
- الموقع الرسمي للمتحف (بالروسية)
- المصدر الأصلي - Concentric Media